# Mercedes Scápola
Mercedes Gloria Scápola Morán (Buenos Aires, 25 de abril de 1975), conocida también como Mey Scápola, es una actriz argentina. Es mayormente conocida por su trabajo en la telecomedia Graduados, en donde interpretó a Clarita Acuña, y por su papel de Milagros en Educando a Nina.
Es hija de la actriz Mercedes Morán y de Oscar Scápola. Tiene una hermana, María Scápola, una media hermana por parte de padre, Laura Scápola, y una media hermana por parte de madre, Manuela Martínez.

## Filmografía

### Televisión
| Televisión  | Televisión                | Televisión                  | Televisión           | Televisión                         |
| Año         | Título                    | Personaje                   | Canal                | Notas                              |
| ----------- | ------------------------- | --------------------------- | -------------------- | ---------------------------------- |
| 1995        | Amigovios                 | Meri                        | El Trece             | Participación Especial             |
| 1998        | Gasoleros                 | Teresa                      | El Trece             | Participación Especial             |
| 2004        | Los pensionados           | Natalia                     | El Trece             | Participación Especial             |
| 2005        | Amarte así                | Olga Rellan                 | Telemundo / El Trece | Elenco Secundario                  |
| 2006        | Amas de casa desesperadas | Sonia Mitre                 | El Trece             | Participación Especial             |
| 2009        | Epitafios                 | Serena                      | HBO / El Trece       | Participación Especial             |
| 2010        | Secretos de amor          | Cora                        | Telefe               | Elenco Secundario                  |
| 2011        | El pacto                  | Sofía Braille               | América TV           | Coprotagonista                     |
| 2012        | Graduados                 | Clara Acuña                 | Telefe               | Elenco Secundario                  |
| 2014        | La celebración            | Clara                       | Telefe               | Episodio: "Aniversario"            |
| 2014 - 2015 | Guapas                    | Natalia Diez                | El Trece             | Elenco Secundario                  |
| 2015        | El mal menor              | Mercedes                    | TV Pública           | Episodio: "Lucas"                  |
| 2015        | Variaciones Walsh         | Angélica Lerner             | TV Pública           | Episodio: "La sombra de un pájaro" |
| 2016        | Educando a Nina           | Milagros                    | Telefe               | Participación Especial             |
| 2016        | El Marginal               | Betina Esposito de Palacios | TV Pública           | Recurrente, (Temp 1)               |
| 2018        | Simona                    | Ángeles "Angie" Buero       | El Trece             | Coprotagonista                     |
| 2021        | Cuatro velitas            | Andrea Vasquez              | CINE.AR              | Historia 2: "Bautismo"             |
| 2022        | Noche de hotel            | Teresa Correa               | CINE.AR              | Episodio: "La médium"              |
| 2022        | Los protectores           | Nancy Argüello              | Star+                | Recurrente                         |

### Cine
| Cine | Cine               | Cine           | Cine                                  |
| Año  | Título             | Rol            | Dirección                             |
| ---- | ------------------ | -------------- | ------------------------------------- |
| 2007 | Rancho aparte      | Susana         | Edi Flehner                           |
| 2009 | Anita              | Natalia "Nati" | Marcos Carnevale                      |
| 2010 | Dormir al sol      | Paula          | Alejandro Chomski                     |
| 2018 | La reina del miedo | Depiladora     | Valeria Bertuccelli Fabiana Tiscornia |
| 2022 | Al despertar       | Verónica       | Daniel Pensa                          |
| 2023 | Norma              | Inés           | Santiago Giralt                       |
| 2023 | Elena sabe         | Isabel Herrera | Anahí Berneri                         |

### Teatro
| Año  | Obra                       | Dirección | Teatro |
| ---- | -------------------------- | --------- | ------ |
| 2010 | Amor, dolor y que me pongo |           |        |
| 2015 | Bajo terapia               |           |        |
| 2020 | Desnudos                   |           |        |

## Premios y nominaciones
| Año  | Premio             | Categoría                               | Trabajo       | Resultado |
| ---- | ------------------ | --------------------------------------- | ------------- | --------- |
| 2008 | Festival de Málaga | Territorio Latinamericano: Mejor Actriz | Rancho aparte | Ganadora  |
| 2008 | Premios Sur        | Revelación femenina                     | Rancho aparte | Nominada  |
| 2008 | Premios Clarín     | Revelación femenina                     | Rancho aparte | Nominada  |
| 2012 | Premios Tato       | Revelación                              | Graduados     | Nominada  |